# Oxychilus translucidus
Oxychilus translucidus is een slakkensoort uit de familie van de Oxychilidae. De wetenschappelijke naam van de soort is voor het eerst geldig gepubliceerd in 1853 door Mortillet.